# Змішана модель
Змішана модель — це статистична модель, що містить як фіксовані, так і випадкові ефекти. Ці моделі використовують в широкому діапазоні дисциплін, зокрема, у галузі фізичних, біологічних і соціальних наук.
Вони особливо корисні в ситуаціях, коли повторні виміри застосовуються до тих же статистичних одиниць. Завдяки перевагам змішаних моделей у роботі з відсутніми значеннями, їм часто віддають перевагу, на відмінну від більш традиційних підходів, таких як дисперсний аналіз.

## Визначення
У матричному вигляді змішана модель має вигляд:
{\displaystyle {\boldsymbol {y}}=X{\boldsymbol {\beta }}+Z{\boldsymbol {u}}+{\boldsymbol {\epsilon }}}
де
- {\displaystyle {\boldsymbol {y}}} — це відомий вектор спостережень, із середнім значенням: {\displaystyle E({\boldsymbol {y}})=X{\boldsymbol {\beta }}};
- {\displaystyle {\boldsymbol {\beta }}} — це невідомий вектор фіксованих ефектів ;
- {\displaystyle {\boldsymbol {u}}} — це невідомий вектор випадкових ефектів, із середнім значенням {\displaystyle E({\boldsymbol {u}})={\boldsymbol {0}}} та коваріаційною матрицею {\displaystyle \operatorname {var} ({\boldsymbol {u}})=G};
- {\displaystyle {\boldsymbol {\epsilon }}} це невідомий вектор випадкових помилок, із середнім значенням {\displaystyle E({\boldsymbol {\epsilon }})={\boldsymbol {0}}} і {\displaystyle \operatorname {var} ({\boldsymbol {\epsilon }})=R};
- {\displaystyle X} і {\displaystyle Z} є відомими матричними моделями, що стосуються спостережень {\displaystyle {\boldsymbol {y}}} до {\displaystyle {\boldsymbol {\beta }}} і {\displaystyle {\boldsymbol {u}}}, відповідно.

## Оцінка
Сумарна густина {\displaystyle {\boldsymbol {y}}} і {\displaystyle {\boldsymbol {u}}} має вигляд: {\displaystyle f({\boldsymbol {y}},{\boldsymbol {u}})=f({\boldsymbol {y}}|{\boldsymbol {u}})\,f({\boldsymbol {u}})}.
Припустимо, що {\displaystyle {\boldsymbol {u}}\sim {\mathcal {N}}({\boldsymbol {0}},G)}, {\displaystyle {\boldsymbol {\epsilon }}\sim {\mathcal {N}}({\boldsymbol {0}},R)} і {\displaystyle Cov({\boldsymbol {u}},{\boldsymbol {\epsilon }})={\boldsymbol {0}}}, тоді максимізація сумарної густини {\displaystyle {\boldsymbol {\beta }}} і {\displaystyle {\boldsymbol {u}}} дає рівняння змішаної моделі Хендерсона:
{\displaystyle {\begin{pmatrix}X'R^{-1}X&X'R^{-1}Z\\Z'R^{-1}X&Z'R^{-1}Z+G^{-1}\end{pmatrix}}{\begin{pmatrix}{\hat {\boldsymbol {\beta }}}\\{\hat {\boldsymbol {u}}}\end{pmatrix}}={\begin{pmatrix}X'R^{-1}{\boldsymbol {y}}\\Z'R^{-1}{\boldsymbol {y}}\end{pmatrix}}}
Розв'язки цього рівняння {\displaystyle \textstyle {\hat {\boldsymbol {\beta }}}} і {\displaystyle \textstyle {\hat {\boldsymbol {u}}}} є найкращими лінійними оцінками для {\displaystyle {\boldsymbol {\beta }}} і {\displaystyle {\boldsymbol {u}}} відповідно, що є наслідком з теореми Гаусса — Маркова.

## Приклад
Уявімо, що ми хочемо дослідити зміну ваги пацієнтів протягом року. У дослідженні взяло участь 10 пацієнтів {\displaystyle i=1,...,10} які вимірювали свою вагу кожного місяця {\displaystyle t=1,...,12}. Тобто ми маємо {\displaystyle 10*12=120} значень ваги {\displaystyle Y_{it}}. 
Пунктирна лінія на графіку зображує модель звичайної лінійної регресії. Це рівняння не враховує відмінностей у вимірах ваги кожного пацієнта, іншими словами, воно не враховує той факт, що дані утворюють кластери, і обчислює значення так, ніби вони отримані від одного єдиного суб'єкта. Кольорові лінії представляють рівняння, побудовані на основі 12 вимірювань кожного пацієнта. Ми бачимо, що кожен пацієнт мав свою початкову вагу (інтерцепт) і різний тренд зміни ваги (кут нахилу прямої).
Змішана модель відрізняється від звичайної лінійної регресії тим, що вона враховує кластеризацію даних і вимірює варіативність значень ваги, яка виникає від різниць між пацієнтами. 
Існує модель випадкового відтину (англ. random intercept model), яка враховує початкове значення ваги для кожного унікального пацієнта, та модель випадкового нахилу (англ. random slope model), яка враховує, що вага кожного пацієнта змінюється по-різному з часом. Змішана модель може включати як випадковий відтин, так і випадковий нахил.

## Подальше читання
- Gałecki, Andrzej; Burzykowski, Tomasz (2013). Linear Mixed-Effects Models Using R: A Step-by-Step Approach. New York: Springer. ISBN 978-1-4614-3900-4.
- Milliken, G. A.; Johnson, D. E. (1992). Analysis of Messy Data: Vol. I. Designed Experiments. New York: Chapman & Hall.
- West, B. T.; Welch, K. B.; Galecki, A. T. (2007). Linear Mixed Models: A Practical Guide Using Statistical Software. New York: Chapman & Hall/CRC.